# Come With Us
Come with Us es el cuarto álbum de The Chemical Brothers y fue lanzado el 29 de enero de 2002. Ofrece como vocalistas invitados a Richard Ashcroft y Beth Orton. El álbum debutó en el número 1 en el UK Albums Chart.

## Lista de canciones
1. "Come with Us" – 4:57
2. "It Began in Afrika" – 6:16
  - percusión: Shovell
3. "Galaxy Bounce" – 3:27
4. "Star Guitar" – 6:27
  - vocals: Beverley Skeete
5. "Hoops" – 6:31
6. "My Elastic Eye" – 3:41
7. "The State We're In" – 6:26
  - featuring Beth Orton
8. "Denmark" – 5:07
9. "Pioneer Skies" – 4:04
10. "The Test" – 7:46
  - featuring Richard Ashcroft